# جيف بيرد (مغني)
جيف بيرد (بالإنجليزية: Geoff Byrd)‏ هو مغني أمريكي، ولد في 27 أغسطس 1970.

## وصلات خارجية
- الموقع الرسمي
- جيف بيرد على موقع ميوزك برينز (الإنجليزية)